# 麦氏拟腹吸鳅
麦氏拟腹吸鳅（学名：Pseudogastromyzon myersi）为平鳍鳅科拟腹吸鳅属的鱼类，是中国的特有种。分布于廣東东江水系和九龙江、香港等。该物种的模式产地在香港島。

## 扩展阅读
維基物種上的相關：麦氏拟腹吸鳅